# Intercontinental Formula
Die Intercontinental Formula (deutsch: Interkontinentale Formel) war eine Automobilsportserie, die 1961 in Großbritannien ausgetragen wurde. Die Serie war anfänglich als Alternative zur  Formel 1 gedacht, konnte sich aber nicht durchsetzen. Der Versuch, sie langfristig zu etablieren, scheiterte schon nach einem halben Jahr.

## Hintergrund

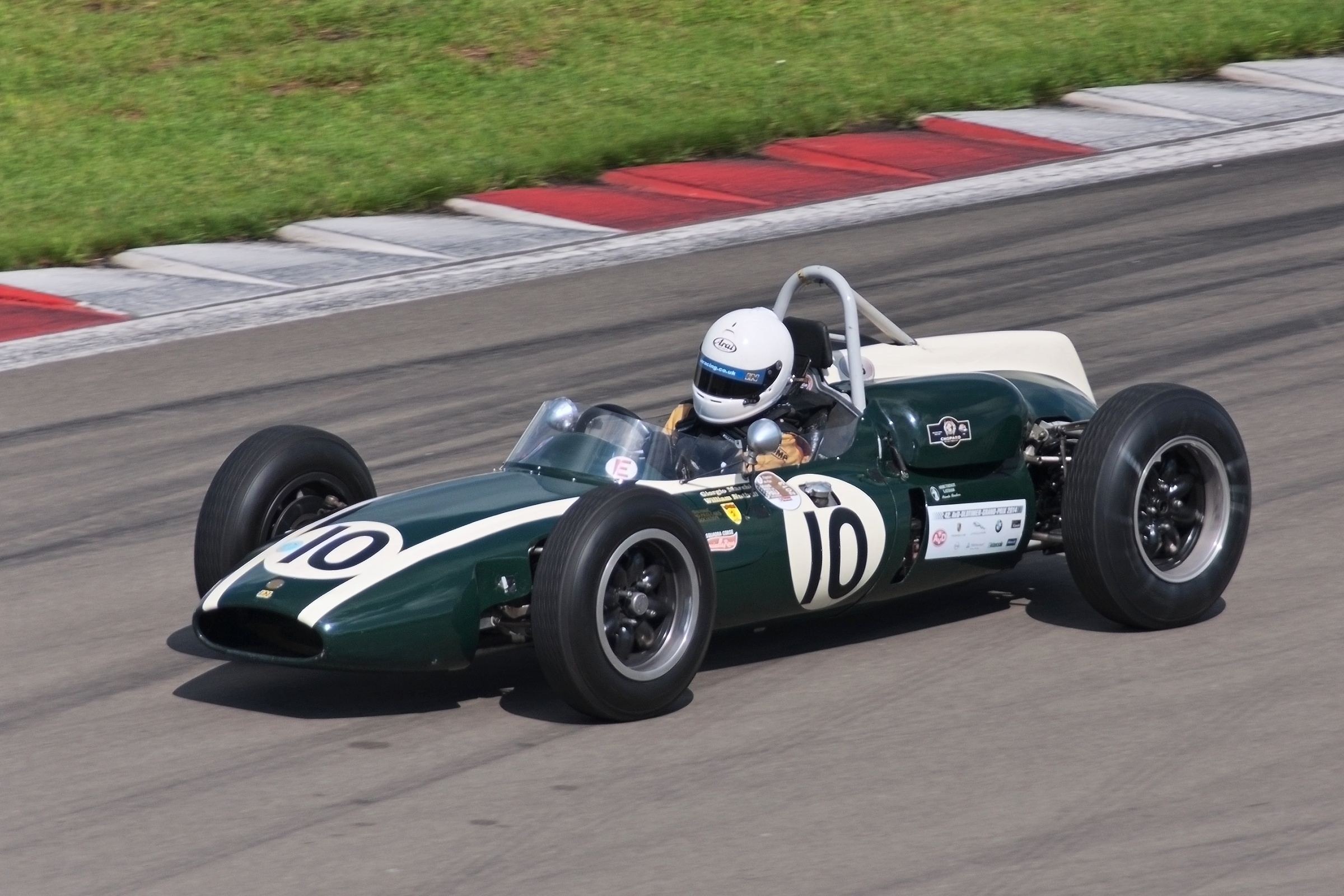
Das erfolgreichste Auto der Intercontinental Formula: Cooper T53

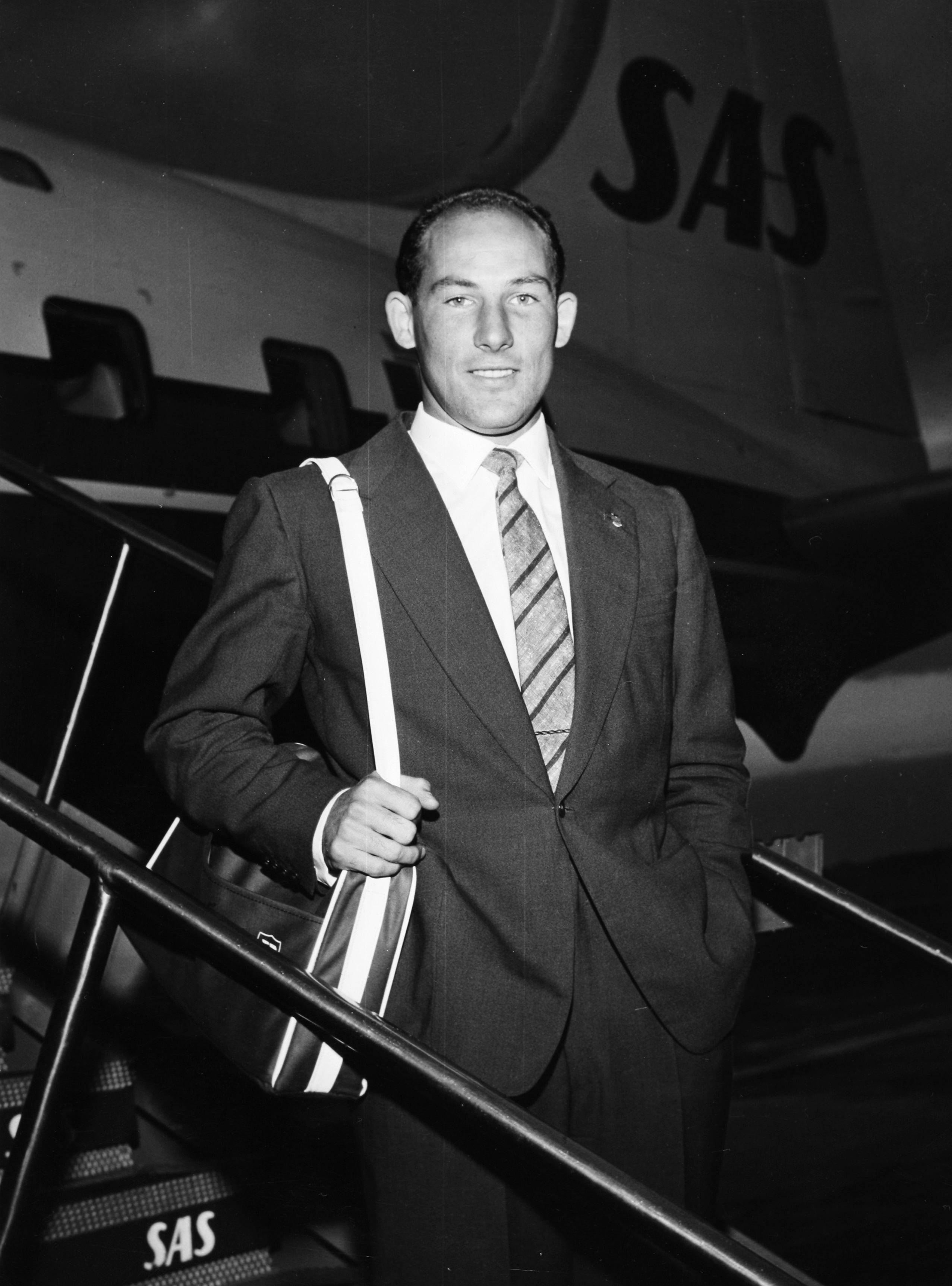
Gewann drei der fünf Intercontinental-Rennen: Stirling Moss

Die Einführung der Intercontinental Formula hatte ihren Ursprung in einer Reglementänderung bei der Formel 1. Bis 1960 waren in der Automobilweltmeisterschaft, die nach dem Reglement der Formel 1 ausgetragen wurde, Motoren mit einem Hubraum von bis zu 2,5 Litern zugelassen. Im Herbst 1958 beschloss die Commission Sportive Internationale (CSI) als zuständige Aufsichtsbehörde, das Reglement der Formel 1 künftig dem der bisherigen Formel 2 anzugleichen: Mit Beginn der Saison 1961 waren in der Formel 1 nur noch Motoren mit einem Hubraum von mindestens 1,3 und maximal 1,5 Litern erlaubt; zudem gab es kleinere Autos mit einem Mindestgewicht von 450 kg.
Die meisten Konstrukteure lehnten diese Regeländerungen zunächst ab. Insbesondere die britischen Teams drohten offen damit, die Formel-1-Weltmeisterschaft ab 1961 zu boykottieren. Sie waren der Ansicht, dass die Regeländerung das Ziel verfolgte, Ferrari und Porsche einseitig zu bevorzugen, die in der Formel 2 erfolgreich gewesen waren.
In der Erwartung, dass die 1,5-Liter-Formel-1 frühzeitig scheitern werde, entwickelten sie Pläne für eine alternative Rennserie, die im Wesentlichen die Beibehaltung des bisherigen Formel-1-Reglements zum Gegenstand hatte. An diesen Planungen waren in erster Linie die britischen Hersteller Cooper Car, Lotus und BRM beteiligt; daneben engagierte sich auch der Motorenhersteller Coventry Climax in dem Projekt. Anfänglich gehörte ferner die italienische Scuderia Ferrari zu den Befürwortern der neuen Serie. Die Überlegungen gingen dahin, die Rennen in Großbritannien und in Italien stattfinden zu lassen; auch eine mittelfristige Ausweitung in die USA wurde angedacht. Aus diesem internationalen Ansatz resultierte die Bezeichnung Intercontinental Formula.
Anlässlich des Großen Preises von Italien 1960 verkündete die Scuderia Ferrari überraschend, sie werde 1961 werksseitig nur an der Formel-1-Weltmeisterschaft teilnehmen. Anlass dafür war, dass sich Ferraris kleiner, dem neuen Formel-1-Reglement entsprechender Sechszylindermotor bei ersten Testfahrten als sehr leistungsstark erwiesen hatte. Wenig später zog sich auch Coventry Climax zurück. Das Unternehmen berief sich auf begrenzte Fertigungskapazitäten, die in erster Linie für die neuen, kleinen Formel-1-Motoren benötigt würden. In der Folgezeit scheiterten auch die Verhandlungen mit italienischen Rennstreckenbetreibern, sodass die Intercontinental Formula letztlich auf Rennstrecken in Großbritannien beschränkt blieb.
Zwischen März und August 1961 fanden lediglich fünf Rennen der Intercontinental Formula statt. BRM und Lotus beteiligten sich werksseitig mit einem bzw. zwei Autos, die übrigen Teams waren private Rennställe. 1962 gab es keine Läufe mehr.
Einige der Fahrzeuge wurden zum Jahresende nach Australien verkauft. Dort liefen sie bei einzelnen australischen Intercontinental-Rennen. Sie waren die Vorläufer der 1964 etablierten Tasman-Serie, die sich weiter am Reglement der Intercontinental Formula orientierte.

## Reglement
Das Reglement der Intercontinental Formula entsprach weitgehend den bis 1960 geltenden Formel-1-Regeln. Abweichend davon war der Maximalhubraum auf 3,0 Liter erhöht worden, was einerseits eine Vergrößerung vorhandener Motoren erlaubte, andererseits aber auch die Möglichkeit eröffnete, mittelfristig modifizierte amerikanische Serienmotoren zu verwenden. Dazu kam es allerdings nicht.

## Rennen
Beim Auftaktrennen in Snetterton waren neben Fahrzeugen der Intercontinental Formula auch Wagen zugelassen, die dem neuen Formel-1-Reglement entsprachen. Das Starterfeld umfasste 14 Fahrer, von denen nur fünf Intercontinental-Fahrzeuge einsetzten. Neun Fahrer traten mit aktuellen Formel-1-Wagen an. Mit Jack Brabham und Cliff Allison belegten zwei Intercontinental-Fahrer die ersten beiden Plätze, doch alle anderen Fahrer, die nach ihnen das Ziel erreichten, pilotierten Formel-1-Autos. Das zweite Rennen, das eine Woche später in Goodwood stattfand, war der Intercontinental Formula vorbehalten. Hier waren insgesamt neun Fahrer am Start. Alle kamen ins Ziel. Beim dritten Rennen, der traditionsreichen BRDC International Trophy in Silverstone, umfasste das Starterfeld 21 Fahrer. Ähnlich war es bei den folgenden zwei Rennen.
Das erfolgreichste Auto der Serie war der Cooper T53 mit Climax-Motor: Alle fünf Siege gingen an Fahrer dieses Autos. Stirling Moss, der für das Rob Walker Racing Team antrat, gewann drei der fünf Rennen; bei den anderen Rennen siegte Jack Brabham.

## Übersicht: Ergebnisse
| Nr. | Datum          | Rennen (Strecke)                        | Distanz (km) | Erster                 | Zweiter                | Dritter                | Pole-Position          | Schnellste Runde       |
| --- | -------------- | --------------------------------------- | ------------ | ---------------------- | ---------------------- | ---------------------- | ---------------------- | ---------------------- |
| 1   | 26. März 1961  | Lombard Bank Trophy (Snetterton)        | 161,334      | Jack Brabham (Cooper)  | Cliff Allison (Lotus)  | John Surtees (Cooper)  | Innes Ireland (Lotus)  | Innes Ireland (Lotus)  |
| 2   | 3. April 1961  | Lavant Cup (Goodwood)                   | 81,102       | Stirling Moss (Cooper) | Bruce McLaren (Cooper) | Graham Hill (BRM)      | Bruce McLaren (Cooper) | Bruce McLaren (Cooper) |
| 3   | 6. Mai 1961    | BRDC International Trophy (Silverstone) | 376,8        | Stirling Moss (Cooper) | Jack Brabham (Cooper)  | Roy Salvadori (Cooper) |                        | Stirling Moss (Cooper) |
| 4   | 8. Juli 1961   | British Empire Trophy (Silverstone)     | 244,92       | Stirling Moss (Cooper) | John Surtees (Cooper)  | Graham Hill (BRM)      | John Surtees (Cooper)  | Stirling Moss (Cooper) |
| 5   | 7. August 1961 | Guards Trophy (Brands Hatch)            | 324,14       | Jack Brabham (Cooper)  | Jim Clark (Lotus)      | Graham Hill (BRM)      | Stirling Moss (Cooper) | Bruce McLaren (Cooper) |